# Sambuca di Sicilia Ansonica
Il Sambuca di Sicilia Ansonica è un vino a DOC che può essere prodotto nel comune di Sambuca di Sicilia in provincia di Agrigento.

## Vitigni con cui è consentito produrlo
- Ansonica (Insolia o Inzolia) minimo 85%,
- altri vitigni a bacca bianca, non aromatici, idonei alla coltivazione per la provincia di Agrigento, fino ad un massimo del 15%.

## Caratteristiche organolettiche
- colore: giallo paglierino più o meno intenso;
- profumo: delicato, fruttato, caratteristico;
- sapore: secco, pieno, morbido, armonico;

## Produzione
Provincia, stagione, volume in ettolitri